# Kolonia Jaroty
Kolonia Jaroty – część dzielnicy administracyjnej Osiedla Generałów w Olsztynie. Obejmuje środkową część osiedla w zabudowie zagrodowej. W ostatnich latach jest tu obserwowany znaczny wzrost domów w zabudowie szeregowej oraz domków jednorodzinnych.
Do kwietnia 2007 r. Kolonia Jaroty znajdowała się w południowo-zachodniej części osiedla Jaroty, lecz na skutek podziału tego osiedla na dwie odrębne jednostki pomocnicze gminy, weszła w skład osiedla Generałów.
Przez osiedle kursowała linia numer 36 komunikacji miejskiej. Obecnie na osiedlu znajduje się przystanek Rubinowa, przez który kursuje linia 136.